# 阿部博行
阿部 博行（あべ ひろゆき、1948年（昭和23年） - ）は、日本の著作家、教育者、鶴岡市史編纂委員。

## 略歴
山形県鶴岡市生まれ、1967年（昭和42年）山形県立鶴岡南高等学校卒業。早稲田大学教育学部卒業後、山形県立鶴岡中央高等学校、山形県立庄内農業高等学校等の県立高等学校教諭を歴任。

## 受賞歴
- 1993年（平成5年） - 『小倉金之助 - 生涯とその時代 - 』で、第8回「真壁仁・野の文化賞」 受賞。
- 1997年（平成9年） - 『小倉金之助』・『土門拳』で第40回「高山樗牛賞」 受賞。

## 著作物

### 著書
- 『小倉金之助 - 生涯とその時代 - 』 1992年 法政大学出版局 ISBN 4-588-31608-7
- 『土門拳 - 生涯とその時代 - 』 1997年 法政大学出版局 ISBN 4-588-31608-7
- 『石原莞爾の足跡を訪ねて』 2003年 山形県立鶴岡中央高等学校 研究集録 第2号 別冊
- 『石原莞爾 - 生涯とその時代 - 上巻』 2005年 法政大学出版局 ISBN 4-588-31615-X
- 『石原莞爾 - 生涯とその時代 - 下巻』 2005年 法政大学出版局 ISBN 4-588-31616-8
- 『黒崎幸吉 - 生涯とその時代 - 』 2011年 東北出版企画 ISBN 978-4-88761-078-1

### 編纂・執筆
- 『菅原功先生追悼集』 1988年 鶴岡市
- 『山形県立鶴岡南高等学校百年史』 共著者：大瀬欽哉・斎藤正一・佐藤誠朗 1994年 鶴翔同窓会
- 『写真と人生 - 土門拳エッセイ集 - 』 著者：土門拳 1997年 岩波書店 ISBN 4-00-260321-0
- 『われ科学者たるを恥ず』 著者：小倉金之助 2007年 法政大学出版局 ISBN 978-4-588-31618-0
- 『山形県立庄内農学校四十七年史』 2009年 山形県立庄内農業高等学校・瑞穂同窓会